# Google Arts & Culture
Google Arts & Culture (предыдущее название: Google Art Project) — интернет-платформа, предоставляющая доступ к изображениям произведений искусства с высоким разрешением.

## История
Проект был запущен Google 1 февраля 2011 года в сотрудничестве с 17 музеями.
На 2012 год к проекту присоединились в общей сложности 184 музея, галереи и дворца из разных стран мира. На сайтах Google Art можно увидеть более 35 000 произведений искусства. Наряду с экспонатами художественных музеев, на сайте публикуются панорамные съемки из залов музеев.
В 2013 году к проекту присоединяется финский художественный музей Атенеум. Из финских художественных музеев в проекте участвует также музей современного искусства «ЭММА» из Эспоо.

## Разработка
Проект стал результатом «правила 20%», которое действовало в компании Google в то время. По этому правилу, сотрудники компании имели право 20% рабочего времени посвящать сторонним проектам, не связанным с их основной деятельностью.